# 心拍数

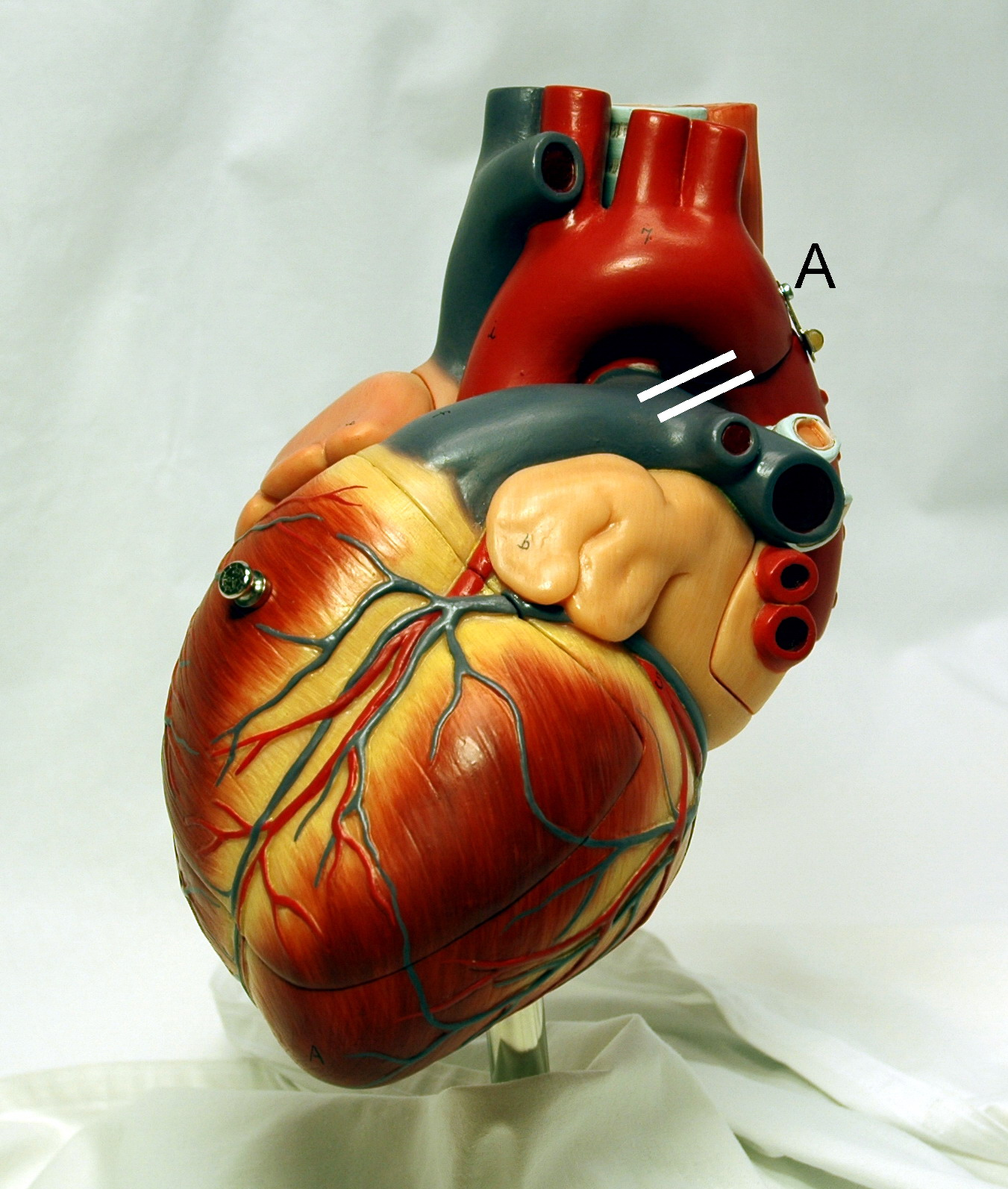
心臓モデル

心拍数（しんぱくすう、英語: heart rate）とは、一定の時間内に心臓が拍動する回数をいう。通常は1分間の拍動の数（bpm、beats per minute）をいう。また、心臓が血液を送り出す際には、動脈に拍動が生じるので、この回数を脈拍数（みゃくはくすう、pulse rate）あるいは単に脈拍という。心拍数と脈拍数は通常一致するが、不整脈があると異なることがある。

## 概要
安静時心拍数（安静にしているときの心拍数）は、人間の場合、男性で60～70程度、女性で65～75程度。息を吸うと脈は速くなり、息を吐くと脈は遅くなるが、これは生理的なものである。
最大心拍数（拍動が最も速くなった場合の限界値的な心拍数）は、年齢が高くなるほど下がる傾向があり、一般的に成人では「220-年齢」程度、高齢者や低体力者では「215-年齢」であるといわれる。2001年にアメリカ心臓病学会誌で発表されたTanakaらの研究では、「220 - 年齢」は高齢者の最大心拍数を過小評価しているとし、男女差などはなく年齢で決まるとし「208 − 0.7 × 年齢」という修正した回帰式を発表している。
Jay W. Mason らの調査によると、年齢・性別別の安静時心拍数の中央値は以下の通り。
| 年齢    | 男性 | 女性 |
| ------- | ---- | ---- |
| 0 - 9   | 83   | 86   |
| 10 - 19 | 70   | 71   |
| 20 - 29 | 63   | 69   |
| 30 - 39 | 66   | 69   |
| 40 - 49 | 67   | 69   |
| 50 - 59 | 68   | 68   |
| 60 - 69 | 67   | 68   |
| 70 - 79 | 63   | 66   |
| 80 - 89 | 61   | 65   |
| 90 - 99 | 59   | 68   |

## 心拍数と脈拍数との違い
注意すべきことは、心拍数と脈拍数は脈拍欠損や不整脈存在下では必ず一致するものではない。しかし、大部分の場合、一致している。重症不整脈下では不一致が大きくなる。例えば、心電図上、波形が観察されていても心収縮が伴わない場合、すなわち無脈性電気活動 (pulseless electrical activity: PEA)の際は心拍数が正常であっても脈拍はゼロとなる。

## 安静時心拍数の異常
安静時心拍数の異常とは、安静時心拍数が高すぎるか、または低すぎるかの二つである。一般に安静時心拍数が100を超える状態を頻脈、60を下回る状態を徐脈と呼ぶ。

### 頻脈
頻脈で疑う鑑別疾患は血液疾患（貧血）、精神疾患（緊張、ストレス、不隠、不安）、代謝疾患（甲状腺機能亢進症、脱水）、発熱、呼吸器疾患（低酸素状態）、心疾患（頻脈性不整脈群、心不全、心筋炎：徐脈もあり）等々様々な状態で見られうる。

### 徐脈
徐脈で疑う鑑別疾患は様々である。スポーツ心、徐脈性不整脈群、甲状腺機能低下、低体温、房室ブロック、脳圧亢進、黄疸、アダムス・ストークス症候群等々ありうるが、1分間に60回を割ったからといって直ちに病的というわけでもなく慎重な判断が必要である。持久力の鍛えられたスポーツ選手は安静時心拍数が少ない傾向にあり、1分間に30〜40回という人もいる。Uth–Sørensen–Overgaard–Pedersen 推定によると、安静時心拍数と最大酸素摂取量は反比例の関係にある。

## 測定法

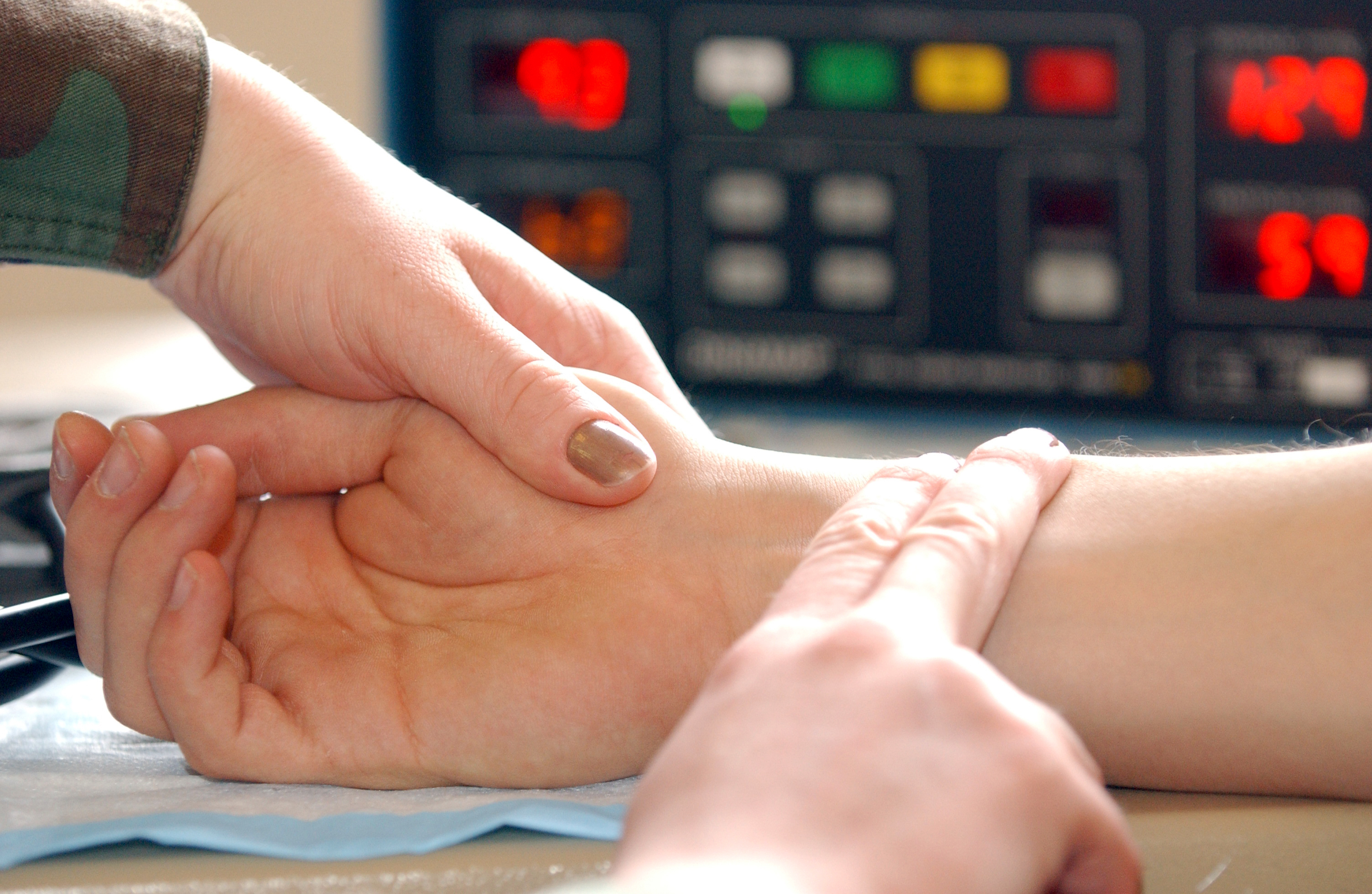
脈拍測定

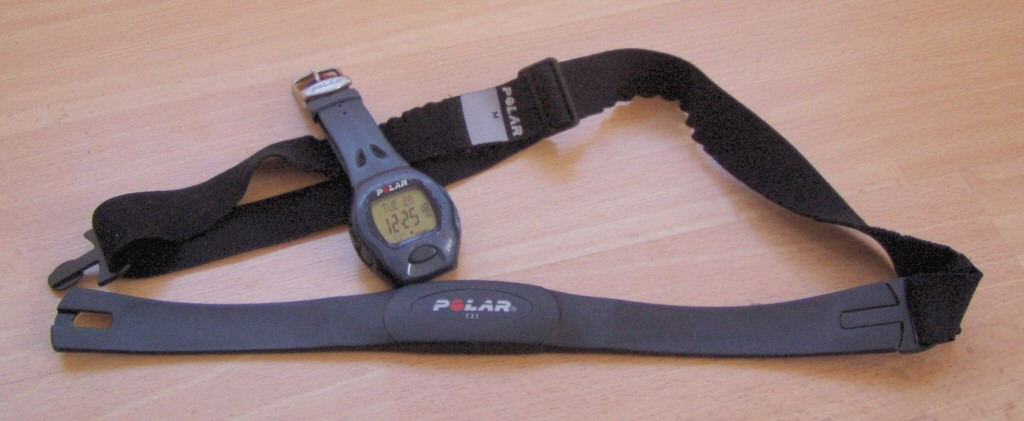
心拍数モニター

胸部に電極を取り付けて心電計（ECG）を用いて心電図のQRS波のピークから次のピークまでの時間間隔を測定して算出するのが正確である。
簡易な方法としては、手首の外側（橈側）に存在する橈骨動脈に人差し指、中指、薬指を当てて、脈拍を感じ取って数える方法がある。時計で1分間を計りながら回数を数えても良いが、20秒間で計って3倍すると手っ取り早い。ただし脈拍=有効心拍と電気的心拍数は必ずしも一致しない（とくに頻脈性不整脈の場合、無効心拍があるため）ので注意が必要であり、機械的心拍数そのものを測るためには胸部の聴診の方がより確実である。
Kinectでは赤外線パターンを人体に照射して得られた赤外線画像を解析することにより、非接触で心拍数を測定できる機能が搭載されている。

## スポーツと心拍数

### 運動強度
有酸素運動の運動強度は通常、心拍数で表現する。以下の2つの方法がよく用いられる。

#### 最大心拍数による表現(MHR)
単純に、心拍数が最大心拍数の何%MHRであるかで表現する。
```
運動強度(%MHR)＝心拍数÷最大心拍数×100
```

(例）最大心拍数が190の人が運動をしていて心拍数が152であった場合、

運動強度(%MHR)＝152÷190×100＝80%MHR

#### 予備心拍数による表現(HRR)
安静時心拍数と最大心拍数の差（予備心拍数、Heart Rate Reserved）を用いる。
安静時心拍数を0％、最大心拍数を100%と設定して、運動の強度を次の式で数値化する。
```
運動強度(%HRR)＝（心拍数－安静時心拍数）÷（最大心拍数－安静時心拍数）×100
```

(例）安静時の心拍数が60、年齢30歳の場合、計算上の最大心拍数は220-30＝190となるので、心拍数60の時が運動強度0%HRR、心拍数190の時が運動強度100%HRRであり、心拍数125の時、

運動強度(%HRR)＝（125－60）÷（190－60）×100＝50%HRR

## 東洋医学における脉数
東洋医学（中国伝統医学）では、患者の呼吸数一回に対し、心拍数4を平脈（正常な脈拍数）とし、5つ以上を数脈（さくみゃく）、三つ以下を遅脈という。